# Ateuchosaurus chinensis
Ateuchosaurus chinensis är en ödleart som beskrevs av  Gray 1845. Ateuchosaurus chinensis ingår i släktet Ateuchosaurus och familjen skinkar. Inga underarter finns listade.

## Bildgalleri

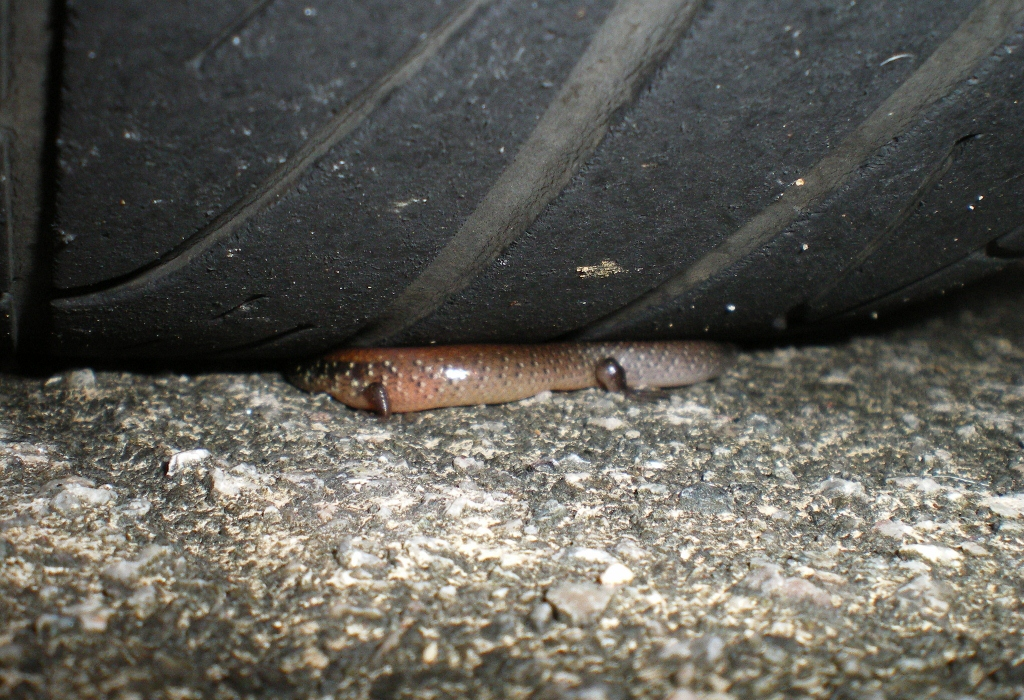
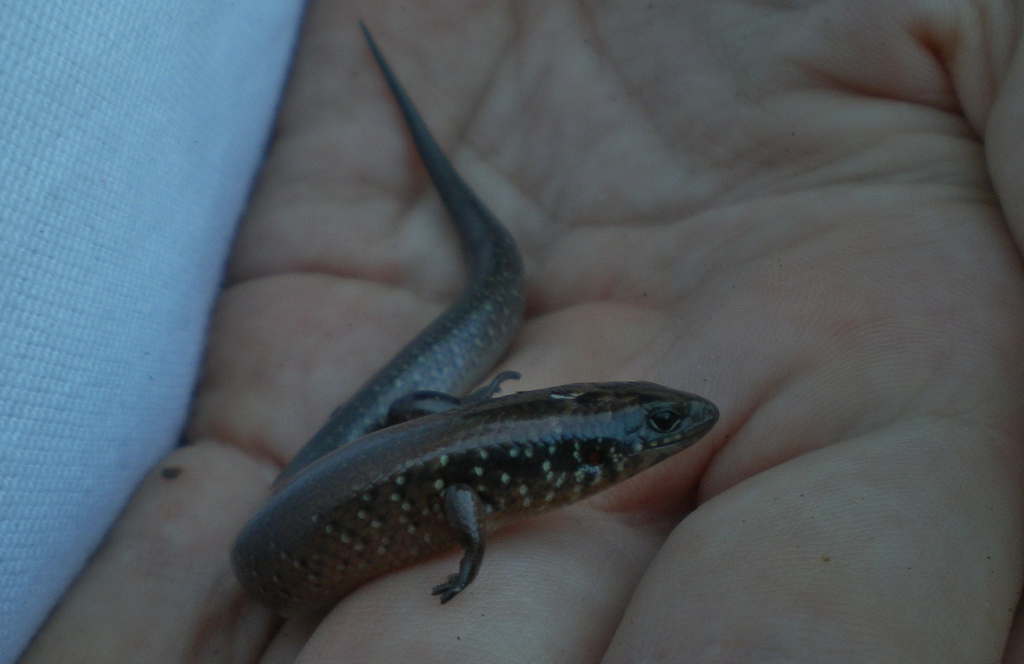